# 中山勝一
中山勝一，日本男性動畫師、動畫演出家、動畫導演。動畫公司株式會社khara所屬。

## 來歷
原本是動畫工房所屬，當初以動畫師一職持續參加動畫的製作。其後將活動據點轉移至GAINAX，然後以1999年電視動畫《男女蹺蹺板》負責第25話演出出道。近年以演出一職參加GAINAX作品以外的動畫製作。導演處女作是2006年電視動畫《西方善魔女 Astraea Testament》。

## 作品列表

### 電視動畫
1984年
- 超攻速加爾比昂（日语：超攻速ガルビオン）（原畫）

1985年
- 搞怪拍檔（原畫）

1986年
- 加油！吉塔斯（－1987年，作畫監督）

1988年
- 小松君 (1988年版)（－1989年，原畫）

1990年
- 平成天才傻鵬（日语：平成天才バカボン）（作畫監督、原畫）

1993年
- 幽☆遊☆白書（－1994年，原畫）
- 海潮之聲（原畫）

1995年
- 新世紀福音戰士（原畫）

1996年
- 機械女神J（－1997年，原畫）

1997年
- 烙印勇士（－1998年，原畫）

1998年
- 男女蹺蹺板（－1999年，演出、作畫監督、原畫）

2001年
- 神奇寶貝 雷公雷的傳說（原畫、OP原畫）
- 妙妙魔法屋（－2003年，原畫）

2002年
- 青出於藍（演出）
- 魔力女管家 ～更美麗的事物～（分鏡）

2003年
- 魔法使的條件（分鏡、演出）
- E'S OTHERWISE（分鏡、演出）
- 聖槍修女（－2004年，分鏡、演出）
- R.O.D -THE TV-（分鏡）
- 青出於藍 ～緣～ （演出）

2004年
- 醜陋美世界（分鏡、演出）
- 巖窟王（－2005年，分鏡、演出、原畫）

2005年
- 我的主人（分鏡、演出）
- 蜂蜜與四葉草（分鏡、演出）

2006年
- 西方善魔女 Astraea Testament（導演、分鏡、演出）
- ZEGAPAIN（分鏡、演出）

2007年
- 天元突破 紅蓮螺巖（分鏡、演出）

2011年
- 丹特麗安的書架（分鏡）

2013年
- 宇宙戰艦大和號2199（演出）

2014年
- 東京ESP（分鏡）

2018年
- 驚爆危機！Invisible Victory（導演、分鏡、演出）

2022年
- JoJo的奇妙冒險 石之海（分鏡、演出）

### OVA
1988年
- 飛越巔峰（動畫）

1989年
- 紅牙 Blue Sonnet（日语：紅い牙）（人物設定、作畫監督）

1992年
- （作畫監督）
- 帝都物語（原畫）

1993年
- JoJo的奇妙冒險（－1994年，原畫）

1995年
- 黃金小子（原畫）
- 我是大哥大!!（原畫）

1996年
- 孃樣搜查網（原畫）

1997年
- 魔法王國的俏皮小公主（日语：でたとこプリンセス）（分鏡、演出、OP原畫）

1999年
- 星際迷航俏女郎（日语：てなもんやボイジャーズ）（原畫）

2000年
- 青之6號（原畫）
- JoJo的奇妙冒險 ADVENTURE（－2002年，原畫）

2002年
- 殺手阿一 THE ANIMATION EPISODE.0（分鏡）

2004年
- 飛越巔峰2（－2006年，演出）

### 電影動畫
1996年
- 劇場版 新橙路（原畫）

1997年
- 新世紀福音戰士劇場版：死與新生（原畫）
- 新世紀福音戰士劇場版：Air/真心為你（原畫）

1998年
- 劇場版 神奇寶貝：超夢的逆襲（原畫）
- 藍色恐懼（原畫）

1999年
- 劇場版 秋葉原電腦組：2011年的暑假（原畫）

2000年
- 劇場版 數碼寶貝大冒險：我們戰爭遊戲（原畫）
- 劇場版 幸運女神（原畫）

2002年
- 劇場版 神奇寶貝：水都的守護神 拉帝亞斯與拉帝歐斯（原畫）

2004年
- 新暗行御史（佈局）

2006年
- 勇者物語（人物設定）

2007年
- 劇場版 神奇寶貝：決戰時空之塔 帝牙盧卡VS帕路奇犽VS達克萊伊（原畫）

2009年
- 福音戰士新劇場版：破（副導演[注 1]）

2012年
- 福音戰士新劇場版：Q（副導演[注 1]）

2014年
- 劇場版 暴力宇宙海賊 ABYSS OF HYPERSPACE -亞空的深淵（副導演）

2016年
- Planetarian ～星之人～（系列導演）

2021年
- 新·福音戰士劇場版:│▌（導演[1]）

### 網路動畫
2016年
- planetarian ～星之夢～（系列導演）

### 遊戲
2002年
- WILD ARMS Advanced 3rd（日语：ワイルドアームズ アドヴァンスドサード）（動畫原畫）

2005年
- 遺跡傳奇（動畫原畫）

## 腳註

## 相關項目
- 動畫工房
- GAINAX
- 日本動畫師列表